# Hugobert
Hugobert (auch Chugoberctus) († wohl 697) war unter den Merowingern 693/694 Seneschall und wird 697, dem vermutlichen Jahr seines Todes, als Pfalzgraf bezeichnet. Er war ein Enkel des dux Theotar, und es wurde vermutet, aber nicht nachgewiesen, dass sein Vater jener Hugus oder Chugus gewesen sei, der um 617 Hausmeier in Austrasien war; widerlegt ist jedoch, dass Hugobert mit dem Bischof Hugobert von Lüttich (um 701–727) identisch sein könnte, da seine Ehefrau bereits im Jahr 698 in Echternacher Urkunden als Witwe auftritt.
Sicher ist hingegen, dass Hugobert über seine Tochter Bertrada die Ältere einer der Vorfahren Karls des Großen ist. Hugobert ist das namengebende Mitglied der Familie der Hugobertiner.
Er war mit Irmina von Oeren verheiratet († 25. Dezember 704/710), die 697/698, also wohl kurz nach seinem Tod, durch eine Schenkung die Gründung des Klosters Echternach ermöglichte.
Hugobert und Irmina hatten mehrere Töchter, darunter:
- Plektrudis, 691/717 bezeugt, die erste Ehefrau Pippins des Mittleren und Gründerin des Klosters St. Maria im Kapitol in Köln
- Adela von Pfalzel (* um 660, † um 735) Gründerin des Frauenklosters Pfalzel
- Regintrud, die in zweiter Ehe nach dem Tod ihres ersten Ehemanns den Herzog Theodbert von Bayern heiratete
- Chrodelind
- Bertrada die Ältere (* um 670, † nach 721), die Gründerin der Abtei Prüm und Mutter des Grafen Heribert von Laon, des Vaters Bertradas der Jüngeren, die wiederum die Mutter Karls des Großen ist.